# SweetS
 (mai 2025).
Si vous disposez d'ouvrages ou d'articles de référence ou si vous connaissez des sites web de qualité traitant du thème abordé ici, merci de compléter l'article en donnant les références utiles à sa vérifiabilité et en les liant à la section « Notes et références ».
Pour les articles homonymes, voir Sweets.
SweetS est un groupe féminin de J-pop actif de 2003 à 2006, composé de cinq idoles japonaises, sur le label avex trax. L'une d'elles, Miori Takimoto, commence une carrière d'actrice après la séparation du groupe.

## Membres
- AKI / Akiko Kashiwagi (柏木亜季子?), née le 24 août 1990 à Osaka
- AYA / Ayaka Yoshimura (吉村綾花?), née le 22 septembre 1990 à Osaka
- HARUNA / Haruna Takewa (竹輪春奈?), née le 23 avril 1991 à Nagasaki
- MAI / Mai Iwasaki (岩崎舞?), née le 1er octobre 1991 à Nagasaki
- MIORI / Miori Takimoto (瀧本美織?), née le 16 octobre 1991 à Tottori

## Discographie

### Albums
- 2004 : SweetS (Mini-album)
- 2005 : Keep on Movin' (Mini-album)
- 2005 : 5 ElementS

Compilations
- 2006 : Delicious - Complete Best

### Singles
- 2003 : LolitA☆Strawberry in Summer (a servi comme 4e générique de fin de l'anime Monkey Typhoon)
- 2003 : Love★Raspberry Juice
- 2004 : Love Like Candy Floss
- 2004 : Grow Into Shinin' Stars
- 2004 : Sky (a servi comme 1er générique de fin de l'anime Justirisers)
- 2005 : Countdown / our song ~Wakare no Uta~ (~別れの詩~?)
- 2005 : MIENAI TSUBASA (ミエナイツバサ?)
- 2005 : Earthship ~Uchuusen Chikyuugou~ (Earthship ~宇宙船地球号~?)  (a servi comme 2d générique de fin de l'anime La Loi d'Ueki)
- 2005 : On the way ~Yakusoku no Basho E~ (on the way ~約束の場所へ~?)
- 2006 : Bitter Sweets
- 2006 : Color of Tears

## Produits

### DVDs
- 2003 : LolitA☆Strawberry in Summer
- 2005 : Wings of My Heart
- 2005 : SweetS 1st LIVETOUR Earthship ～Uchuusen Chikyuugou～
- 2006 : Precious Memories

### Photobooks
- 2005 : SweetS #1
- 2006 : SweetS Graduation Photo Album - Hi Ma'am